# Baustoffkunde

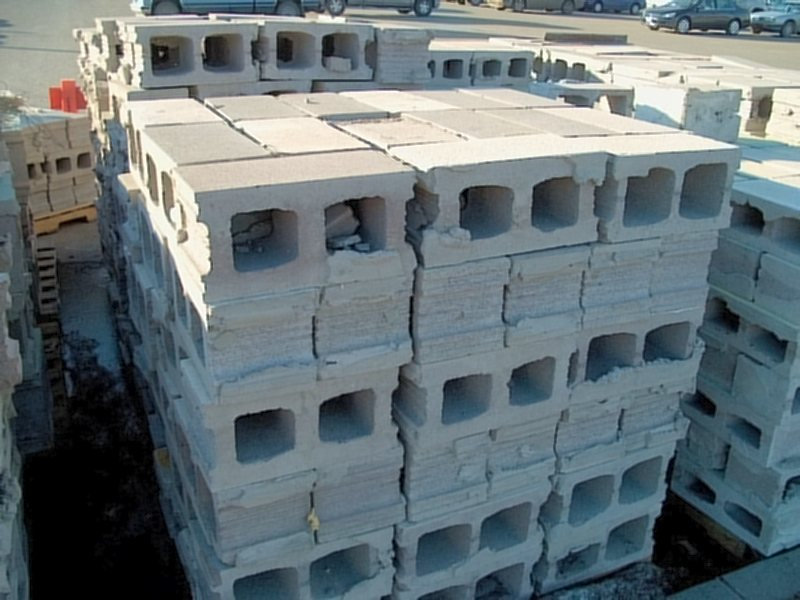
Die Baustoffkunde setzt sich mit Baustoffen und deren Eigenschaften auseinander.

Die Baustoffkunde (auch Baustofflehre) befasst sich mit den für Bauwerke verwendeten natürlichen Baustoffen Holz, Schilfrohr, Gesteine und Tone oder künstlichen Baustoffen wie Beton, Stahl, Mauerwerk, Glas, Aluminium und Kunststoffen. Die Untersuchung und Prüfung von Baustoffen ist von fachkundigem Personal durchzuführen. In Österreich beispielsweise gibt es dafür den Beruf des Baustofffachberaters, in Deutschland den des Baustoffprüfers. Baustofflabore sind in der Regel Hochschulen angeschlossen. In Fakultäten der Richtung Bauingenieurwesen gibt es meistens auch ein Institut für Baustoffkunde.
Das Gegenstück zur Baustoffkunde im Bauwesen ist die Werkstoffkunde im Maschinenbau. Eng verwandt mit der Baustoffkunde sind Bauphysik und Bauchemie.

## Inhalt
In der Baustoffkunde werden die Eigenschaften der Baustoffe erforscht und gelehrt, vor allem ihre Festigkeit, aber auch ihre spezifischen Massen, ihre Verformbarkeit, Wärmeleit- und Speichereigenschaften, Brandverhalten, Schalldämmungseigenschaften, Wasserdurchlässigkeit usw.
Die Eigenschaften der Baustoffe werden zu diesen Zwecken in Laboren von Baustoffprüfern geprüft. Bei der Auswertung der mit Hilfe von Messtechnik gewonnenen Daten werden die Methoden der Statistik angewandt. Die Ergebnisse findet man sehr oft in DIN-Normen, in denen die Anwendung der Baustoffe auf dem Bau geregelt wird.
Natürliche Baustoffe werden so verwendet, wie sie in der Natur vorgefunden werden. Zu ihnen zählen beispielsweise Naturstein, Holz und Lehm. Künstliche Baustoffe werden aus Ausgangsprodukten hergestellt. Zu den künstlichen Baustoffen zählen zum Beispiel Beton, Baustahl, Ziegelstein, Glas, und Kunststoffe. Der wichtigste künstliche Baustoff – auch für die Baustoffkunde – ist heute Beton. Er nimmt in der Baustoffprüfung und auch in den DIN-Normen den breitesten Raum ein. Bei der Herstellung von Beton können die verschiedensten Betoneigenschaften erzielt werden.

## Bekannte Personen
Bedeutende Baustoffkundler waren:
- Johann Bauschinger (1834–1893) – Materialwissenschaften, Werkstoffprüfung, Bauschingereffekt
- Ludwig von Tetmajer (1850–1905) – Materialprüfung und -forschung, Begründer der Eidgenössischen Materialprüfungs- und Forschungsanstalt (Empa)
- August Wöhler (1819–1914) – Wöhlerversuch (Wöhlerlinie)
- Friedrich August Finger (1885–1961) – Baustoffkunde, Gründer des F.A. Finger-Instituts für Baustoffkunde an der Bauhaus-Universität Weimar
- Hans Kühl (1879–1969) – Baustoffkunde, Pionier der Zementchemie
- Kurt Walz (1904–1999) – Betonbau, erste wissenschaftliche Arbeiten zum Zusammenhang von Betonfestigkeit und Wasser / Zement Wert